# گاز (شهرستان بادکند)
گاز (به لاتین: Gaz) یک روستا در قرقیزستان است که در استان بادکند واقع شده‌است. گاز ۱٬۶۱۵ نفر جمعیت دارد و ۲٬۰۴۸ متر بالاتر از سطح دریا واقع شده‌است.